# Зачачье
Зача́чье — деревня в Холмогорском районе Архангельской области  России. Входит в состав Емецкое сельского поселения. С 2004 по 2015 год входила в состав Зачачьевского сельского поселения.
Деревня находится на левом берегу реки Большая Чача (правый приток реки Емца). Выше Зачачья по течению располагается деревня Заболотье.
В Зачачье есть памятник невольному солдату-наёмнику Британской Ост-Индской компании Ивану Петровичу Спехину, на котором читается часть надписи: «Истинно полезному, уважаемому вольному учителю благодарные ученики…».
Несколько поколений крестьян Заборских составляли рукописную летопись родного села, получившую название: «Тетрадь для внесения заметок об настоящих и прошлых событиях».
В музее Бялыницкого-Бирули в Могилёве хранится картина белорусского художника Витольда Каэтановича Бялыницкого-Бирули «Деревня Зачачье» (1944 год).

## Население
| 2002 | 2010 | 2012 |
| ---- | ---- | ---- |
| 126  | ↘108 | ↗118 |

Численность населения деревни, по данным Всероссийской переписи населения 2010 года, составляло 108 человек. В 2009 году числилось 107 чел., из них 35 пенсионеров.

### Карты
- Зачачье. Публичная кадастровая карта
- Заболотье на карте Wikimapia